# Фролуа (Мёрт и Мозель)
Фролуа́ (фр. Frolois) — коммуна во французском департаменте Мёрт и Мозель, региона Лотарингия. Относится к  кантону Везелиз.

## География
Фролуа расположен в 15 км к югу от Нанси в исторической области Сентуа. Соседние коммуны: Пьервиль и Пюллиньи на юге, Ксейе на западе.

## Демография
Население коммуны на 2010 год составляло 683 человека.
| 1962 | 1968 | 1975 | 1982 | 1990 | 1999 | 2010 |
| ---- | ---- | ---- | ---- | ---- | ---- | ---- |
| 473  | 455  | 506  | 502  | 464  | 560  | 683  |